# Christian de Danemark
Pour les articles homonymes, voir Christian Ier (roi de Danemark) et Christian de Danemark (1603-1647).
 (novembre 2023).
Si vous disposez d'ouvrages ou d'articles de référence ou si vous connaissez des sites web de qualité traitant du thème abordé ici, merci de compléter l'article en donnant les références utiles à sa vérifiabilité et en les liant à la section « Notes et références ».
Titre
Prince héritier de Danemark
Depuis le 14 janvier 2024
(1 an, 6 mois et 9 jours)
Le prince Christian de Danemark, comte de Monpezat (en danois : Prins Christian Valdemar Henri John af Danmark, Greve af Monpezat), né le 15 octobre 2005, est un membre de la famille royale danoise. Fils aîné de Frederik X, roi de Danemark, et de son épouse la reine Mary, et petit-fils de la reine Margrethe II, il est l'héritier du trône de Danemark depuis le 14 janvier 2024.

## Biographie

### Naissance et famille
Le prince Christian de Danemark naît le 15 octobre 2005 au Rigshospitalet au centre de Copenhague.
Il a deux sœurs cadettes, la princesse Isabella et la princesse Josephine et un frère cadet le prince Vincent.

### Prénoms
Comme le veut la tradition danoise, les prénoms du prince ont été révélés le jour de son baptême. Chacun fait référence à un membre de sa famille :
- Christian, pour son arrière-arrière-grand-père le roi Christian X et comme de nombreux rois de Danemark avant lui ;
- Valdemar, pour le roi Valdemar IV. C'est un prénom également porté par son oncle, le prince Joachim, et son cousin, le prince Félix ;
- Henri, pour son grand-père paternel, le prince consort Henrik, né Henri de Laborde de Monpezat ;
- John, pour son grand-père maternel John Donaldson.

### Baptême et parrains
Le prince Christian a été baptisé le 21 janvier 2006 à l’église du château de Christiansborg. Il a pour parrains et marraines : le prince héritier Haakon de Norvège, la princesse héritière Mette-Marit de Norvège, la princesse héritière Victoria de Suède, son oncle paternel, le prince Joachim, le prince Paul de Grèce, sa tante maternelle, Jane Stephens, et deux amis du couple, Jeppe Handwerk et Hamish Campbell.

### Devoirs officiels
Le 14 novembre 2023, un mois après son 18e anniversaire, le prince participe pour la première fois à une réunion du Conseil d’État, au cours de laquelle il déclare qu’il respecte la Constitution danoise et signe l’acte qui lui permettra d’assurer la régence en cas d’incapacité du souverain. C’est également la première fois, dans l’histoire du Danemark, que trois générations de membres de la famille royale siègent au sein de cette instance (le prince Christian, son père, le prince héritier Frederik, et sa grand-mère, Margrethe II).

## Titres
S'il choisit de conserver son prénom de naissance, comme le veut la tradition au Danemark (les rois danois alternent successivement de nom de règne entre Frédéric et Christian depuis 1534), dans l'éventualité de son accession au trône, il règnera sous le nom de Christian XI.

## Titulature et décorations

### Titulature

Monogramme du prince Christian de Danemark.

- 15 octobre 2005 - 29 avril 2008 : Son Altesse Royale le prince Christian de Danemark (naissance) ;
- depuis le 29 avril 2008 - 14 janvier 2024 : Son Altesse Royale le prince Christian de Danemark, comte de Monpezat ;
- depuis le 14 janvier 2024 : Son Altesse Royale le prince héritier, comte de Monpezat.

### Décorations
Le 15 octobre 2023, à l’occasion de son 18e anniversaire, il est élevé par la reine Margrethe II au rang de chevalier de l'ordre de l'Éléphant, et par le roi Harald V de Norvège au rang de grand-croix de l'ordre de Saint-Olaf.

#### Décorations nationales
- Chevalier de l'ordre de l'Éléphant (Danemark), le 15 octobre 2023[2].
- Médaille du 75e anniversaire du prince Henrik, le 11 juin 2009.
- Médaille commémorative à l'occasion du 70e anniversaire de la reine Margrethe II, le 16 avril 2010.
- Médaille commémorative pour le jubilé de rubis de la reine Margrethe II, le 14 janvier 2012.
- Médaille commémorative à l'occasion du 75e anniversaire de la reine Margrethe II, le 16 avril 2015.
- Médaille commémorative pour les noces d'or de la reine Margrethe II et du prince Henrik, le 10 juin 2017.
- Médaille commémorative du prince Henrik, le 11 juin 2018.
- Médaille commémorative à l'occasion du 80e anniversaire de la reine Margrethe II, le 16 avril 2020.
- Médaille commémorative en lien avec le 50e anniversaire de l’accession au trône de la reine Margrethe II, le 16 avril 2020.

#### Décoration étrangère
- Grand-croix de l'ordre de Saint-Olaf (Norvège), le 15 octobre 2023[3].

### Autre honneur
En 2006, Scandinavian Airlines System était en train d'acheter un nouvel avion Airbus A319 et, en l'honneur de Christian, le premier d'entre eux, livré le 8 août 2006, a été nommé Christian Valdemar Viking.